# Inferno (Metamorfosi)
Inferno è un concept album dei Metamorfosi, ispirato dalla Divina Commedia dantesca e pubblicato dalla Vedette Records nel 1973.

## Tracce
Testi e musiche di: Jimmy Spitaleri, Enrico Olivieri e Roberto Turbitosi
Lato A
1. Introduzione
2. Selva oscura
3. Porta dell'inferno
4. Caronte
5. Spacciatore di droga
6. Terremoto
7. Limbo
8. Lussuriosi
9. Avari

Lato B
1. Violenti
2. Malebolge
3. Sfruttatori
4. Razzisti
5. Fossa dei giganti
6. Lucifero (politicanti)
7. Conclusione

Edizione CD del 2007, pubblicato dalla Vinyl Magic Records (VMCD002)
Testi e musiche di: Jimmy Spitaleri, Enrico Olivieri e Roberto Turbitosi
1. Introduzione – 7:50
2. Porta dell'inferno – 1:20
3. Caronte – 1:19
4. Spacciatore di droga – 6:22
5. Lussuriosi – 3:15
6. Avari – 1:32
7. Violenti – 3:45
8. Malebolge – 1:32
9. Sfruttatori – 5:41
10. Razzisti – 3:25
11. Lucifero (politicanti) – 2:32
12. Conclusione – 1:37

Durata totale: 40:10

## Musicisti
- Jimmy Spitaleri - voce, flauto
- Enrico Olivieri - tastiere, sintetizzatore, voce
- Roberto Turbitosi - chitarra, chitarra basso, voce
- Gianluca Herygers - batteria, percussioni